# Стад Шабан-Делма
Стад „Шабан-Делма“ е спортен стадион в гр. Бордо, Франция. Това е официалният стадион на ФК „Бордо“.
До 2001 г. името на стадиона е „Стад дю Парк Лескюр“, когато е преименуван на политика Жак Шабан-Делма, който е бил кмет на Бордо от 1947 до 1995 г.
Първоначално построен през 1930 г. като колоездачна писта, през 1935 г. той е реконструиран, за да приеме предстоящото Световно първенство по футбол 1938. Това е първият стадион в света с трибуни, изцяло покрити без колони, които да пречат на видимостта към игралното поле. Определен е за историческа сграда, възстановяването му е трудно заради покрива, който не покрива седалките, построени върху старата колоездачна писта след 1984 г.
Настоящият капацитет на стадиона е 34 694 седящи места, претърпявайки поредица от разширения на трибуните, в частност за Мондиал 1998. Рекордна посещаемост от 40 211 зрители е отбелязана на 24 април 1985 г. в мач между ФК „Бордо“ и „Ювентус“.
Тунелът, свързващ съблекалните на играчите с терена, е най-дългият в Европа – близо 120 метра.
На 19 юли 2011 г. клубът обявява плановете си за построяване на нов стадион. Капацитетът му ще бъде 43 000 седящи места, а строителството му ще започне в края на сезон 2011/12.
|  | Тази страница частично или изцяло представлява превод на страницата Stade Chaban-Delmas в Уикипедия на английски. Оригиналният текст, както и този превод, са защитени от Лиценза „Криейтив Комънс – Признание – Споделяне на споделеното“, а за съдържание, създадено преди юни 2009 година – от Лиценза за свободна документация на ГНУ. Прегледайте историята на редакциите на оригиналната страница, както и на преводната страница, за да видите списъка на съавторите. ВАЖНО: Този шаблон се отнася единствено до авторските права върху съдържанието на статията. Добавянето му не отменя изискването да се посочват конкретни източници на твърденията, които да бъдат благонадеждни. |